# União Asiática de Patinação
A União Asiática de Patinação é o órgão que regula os esportes de patinação no gelo na Ásia, incluindo patinação artística, patinação sincronizada, patinação de velocidade e patinação de velocidade em pista curta. Sua sede fica em Seul, na Coreia do Sul.
A união organiza os campeonatos asiáticos de patinação, que são competições anuais para os atletas de diferentes níveis: sênior, júnior e novato. Alguns desses campeonatos fazem parte da série Challenger da ISU e permitem a participação de atletas de outros continentes. Os campeonatos são:
- Campeonato Asiático de Patinação de Velocidade [en]
- Campeonato Asiático de Patinação Artística no Gelo
- Troféu Asiático de Patinação de Velocidade em Pista Curta[1]

A união também é membro do Conselho Olímpico da Ásia e apoia os atletas asiáticos que competem nos Jogos Olímpicos e nos Jogos Asiáticos de Inverno.